# 珪長岩

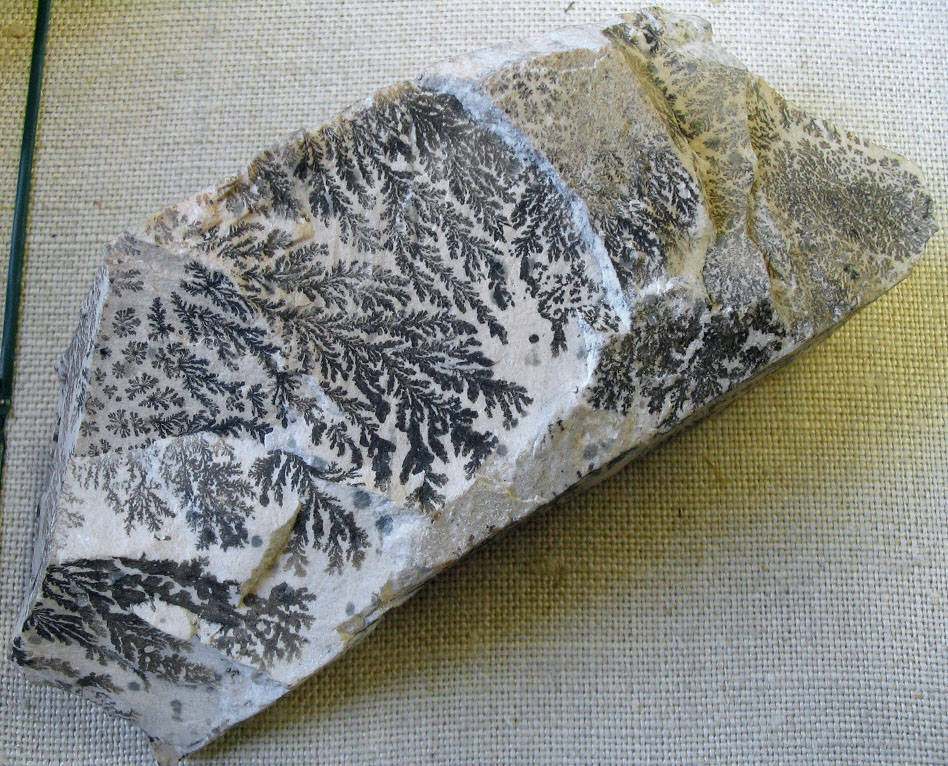
樹状の軟マンガン鉱に覆われた珪長岩

珪長岩（けいちょうがん、英: felsite、フェルサイト）は、大きな石英の結晶を含む場合もある超微粒子火山岩である。珪長岩は、正確に定義するために岩石記載学による試験、もしくは化学分析を一般的に必要とする淡い色彩の岩石の総称である。
色は通常、淡い灰色～白色で、日焼けすると赤色になる。濃い灰色、緑色または黒色以外の色のトラップを含む場合もある。岩石は微粒子で構成されており、特に石英、斜長石、カリ長石の微粒子が含まれる。石英斑晶が存在する場合は、石英珪長岩または石英斑岩と呼ばれることもある。
この岩石は一般的な火成岩であり、黒曜岩や流紋岩と共に見つかることもある。形成された環境によっては、とてもきめが細かい岩石となる。